# Hawker P.1081
Hawker P.1081 – brytyjski eksperymentalny myśliwiec, będący modyfikacją samolotu Hawker P.1052. Z kolei wersja P.1052 była modyfikacją maszyny Hawker Sea Hawk, polegającą na zastosowaniu skośnych skrzydeł. Seryjną wersją samolotu zainteresowane było Royal Australian Air Force, jednak w wyniku katastrofy jedynego zbudowanego egzemplarza dalsze próby samolotu wstrzymano.

## Historia
Hawker P.1081 jest przykładem samolotu opisującego brytyjskie podejście do budowy samolotu ze skośnymi skrzydłami. W odróżnieniu od swoich amerykańskich kolegów, Brytyjczycy wybrali drogę stopniowego dochodzenia do budowy samolotu o tego typu skrzydle. Najpierw wytwórnia Hawker Aircraft zbudowała bardzo udaną konstrukcję samolotu z napędem odrzutowym i prostymi skrzydłami Hawker Sea Hawk. Kolejnym etapem dochodzenia do skośnych skrzydeł było wybudowanie według wymagań specyfikacji technicznej E.38/46 modelu Hawker P.1052. Był to właściwie kompletny Sea Hawk, ale wyposażony w skrzydła o skosie 35°. Pierwszy prototyp (VX272) oblatano 19 listopada 1948, drugi (VX279) - 13 kwietnia 1949. Po zbudowaniu dwóch egzemplarzy i przeprowadzeniu badań w locie okazało się, że nowa maszyna charakteryzuje się bardzo dobrymi osiągami. Dlatego podjęto decyzję o dalszych modyfikacjach i budowie modelu P.1081. Ta wersja różniła się już w zdecydowanie większym stopniu od swojego pierwowzoru Sea Hawka. Obok skośnych skrzydeł zastosowano również skośne usterzenie, co miało umożliwić osiągnięcie przez samolot większych prędkości, niż osiągane do tej pory. Przeprojektowano również tylną sekcję kadłuba, usuwając podwójne dysze wylotowe silnika z krawędzi spływu centropłata i zastępując je pojedynczą dyszą umieszczoną w tylnej części kadłuba. Usterzenie otrzymało taki sam skos jak skrzydła (35°). Do wersji P.1081 przebudowano drugi egzemplarz samolotu P.1052. Nowa konstrukcja zbudowana na koszt własny wytwórni wzniosła się po raz pierwszy w powietrze 19 czerwca 1950 roku, w zaledwie 5 tygodni od rozpoczęcia budowy. Zakupem wersji seryjnej samolotu zainteresowane były australijskie siły powietrzne, w tym celu planowano uzbroić samoloty w cztery działka kalibru 20 mm oraz zastosować dopalacz w celu dalszej poprawy osiągów maszyny. Jednak w wyniku katastrofy jakiej uległ jedyny wybudowany egzemplarz 3 kwietnia 1951 roku dalsze prace nad samolotem przerwano. Zebrane doświadczenia nie poszły jednak na marne i zostały wykorzystane przy projektowaniu i budowie samolotu Hawker P.1067, czyli seryjnego Hawker Hunter.

## Konstrukcja
P.1081 był jednomiejscowym, całkowicie metalowym dolnopłatem ze skośnymi skrzydłami i usterzeniem. Napęd stanowił silnik turboodrzutowy Rolls-Royce Nene 4, do którego dojście i obsługę zapewniał duży właz umieszczony w grzbietowej części kadłuba. Wloty powietrza do silnika umieszczone były w krawędzi natarcia skrzydła w jego części przykadłubowej. Wylot gazów silnikowych w odróżnieniu od pozostałych wersji odbywał się przez pojedynczą dyszę wylotową umieszczoną na samym końcu kadłuba.